# سان جوزيبي فيسوفيانو
سان جوزيبي فيسوفيانو، (بالإنجليزية: San Giuseppe Vesuviano)‏، هي (بلدية) في مدينة نابولي في إيطاليا، منطقة كامبانيا، وتقع على بعد حوالي 20 كم شرق نابولي.

## السكان
في سنة 1861 بلغ عدد السكان 7٬633 نسمة، وتطور العدد ليصل في سنة 2011 لـ 27٬467 نسمة.
يظهر هذا المخطط البياني تطور النمو السكاني لـ سان جوزيبي فيسوفيانو